# Mario Gago
Mario Gago Moreno (7 de diciembre de 1984 en Madrid) es un jugador de fútbol americano en el equipo de Osos de Madrid (Rivas-Vaciamadrid)perteneciente a la Liga Nacional de Fútbol Americano (LNFA). Juega en la posición de tight end con el dorsal número 43.
- Datos: Q5998686